# Maydena bryophilus
Maydena bryophilus (лат.) — вид хищных коротконадкрылых жуков рода Maydena из подсемейства ощупники (Pselaphinae).

## Распространение
Австралия (Тасмания).

## Описание
Мелкие коротконадкрылые жуки—ощупники (Pselaphinae). Обнаружены в моховом слое. Усики с булавой из трёх апикальных члеников (последний сегмент самый крупный и заострённый у вершины).
4-й и 2-й членики нижнечелюстных щупиков очень длинные (по длине почти равны длине головы). Вершина рострума головы от угловатой до округлой, со щетинками.
Вид был впервые описан в 1911 году австралийским энтомологом Артуром Миллсом Леа (Arthur Mills Lea; 1868—1932) под первоначальным названием Pselaphus bryophilus Lea, 1911. Валидный статус был подтверждён в 2001 году в ходе родовой ревизии американским энтомологом профессором Дональдом С. Чандлером (Chandler Donald S.; Университет Нью-Гэмпшира, Durham, Нью-Гэмпшир, США).
Таксон Maydena bryophilus включён в отдельный род Maydena Chandler 2001 вместе с видами Maydena alluvius (Oke, 1928), Maydena foveiventris (Lea, 1911) и Maydena longifrons и отнесён к трибе Pselaphini из подсемейства Pselaphinae.